# هرتسوگشدورف
هرتسوگشدورف (به آلمانی: Herzogsdorf) یک منطقهٔ مسکونی در اتریش است که در ناحیه اورفار اومگبونگ واقع شده‌است. هرتسوگشدورف ۳۵ کیلومتر مربع مساحت دارد ۵۹۱ متر بالاتر از سطح دریا واقع شده‌است.